# پل شیورینگ
پل شیورینگ (به انگلیسی: Paul T. Scheuring) (زاده ۲۰ نوامبر ۱۹۶۸) نویسنده و کارگردان آمریکایی است. از مهمترین کارهای او می‌توان به فیلم A Man Apart محصول سال ۲۰۰۳ و درام تلویزیونی فرار از زندان  یاد کرد. وی همچنین به عنوان تهیه کننده اجرایی و نویسنده فرار از زندان شناخته می‌شود.از سریال های او میتوان به فرار از زندان اشاره کرد.